# Hammarby församling, Strängnäs stift
Hammarby församling var en församling i Strängnäs stift och i Eskilstuna kommun i Södermanlands län. Församlingen uppgick 1995 i Kafjärdens församling. 

## Administrativ historik
Församlingen har medeltida ursprung och var till 1 maj 1919 annexförsamling i pastoratet Vallby och Hammarby. Från 1919 till 1962 annexförsamling i pastoratet Kjula, Sundby, Vallby och Hammarby. Från 1962 till 1 juli 1979 annexförsamling i pastoratet Jäder, Barva, Kjula, Sundby, Vallby och Hammarby. Från  1 juli 1979 till 1995 annexförsamling i pastoratet Kjula, Jäder, Barva, Sundby, Vallby och Hammarby. Församlingen uppgick 1995 i Kafjärdens församling.

## Kyrkor
- Hammarby kyrka